# Четверохолмие

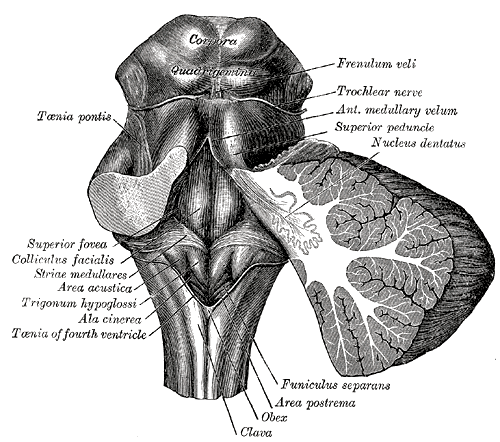
Четверохолмие (corpora quadrigemina)

Четверохолмие (лат. corpora quadrigemina) — четыре бугра, состоящие из верхнего и нижнего двухолмия, образующие верхнюю стенку среднего мозга птиц и млекопитающих и разделенные крестообразной бороздой. У рыб, амфибий и большинства рептилий имеется лишь одна пара бугров — двухолмие (лат. Corpora bigemina), но у некоторых рептилий позади неё уже возникает вторая пара небольших бугров, достигающая большего развития у вышестоящих форм.
Верхнее двухолмие — подкорковый центр зрения. В нем заканчивается часть волокон зрительной системы. Переднее двухолмие служит центром анализа и координации зрительных сигналов и двигательной активности. Нижнее двухолмие — подкорковый центр слуха. Оно переключает слуховые и частично вестибулярные сигналы на высшие уровни головного мозга. Четверохолмие участвует в осуществлении ориентировочных рефлексов на световые и звуковые раздражители.

## Иллюстрации

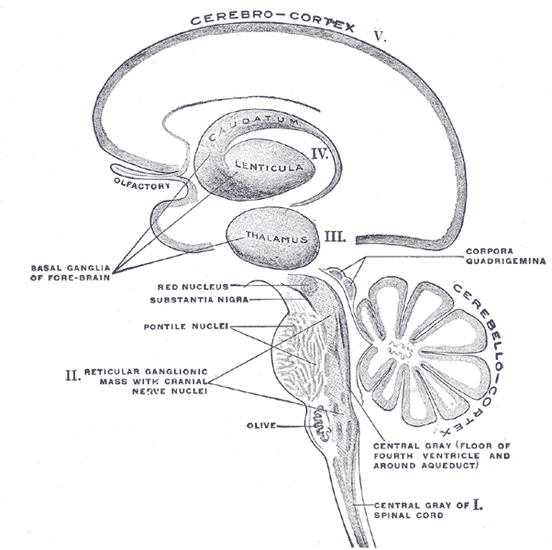
Схематическое изображение главных ганглиозных категорий (I в V).
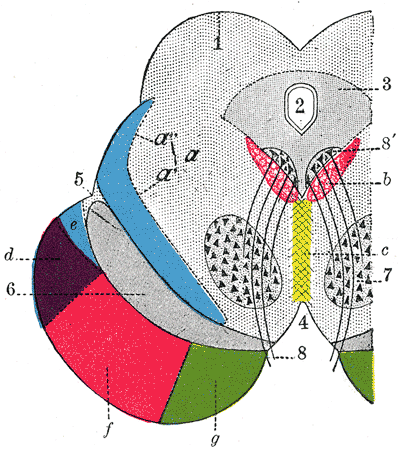
Корональный разрез среднего мозга.
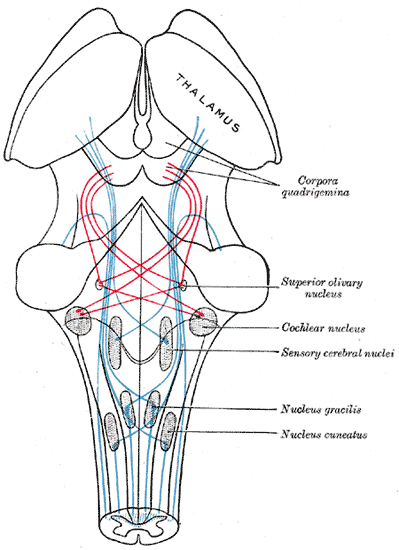
Схема показывает ход волокон петель: медиальная петля (синий цвет), латеральная петля (красный цвет).
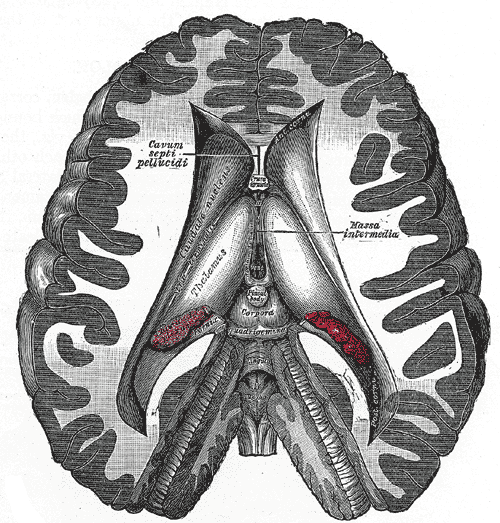
Желудочки мозга.
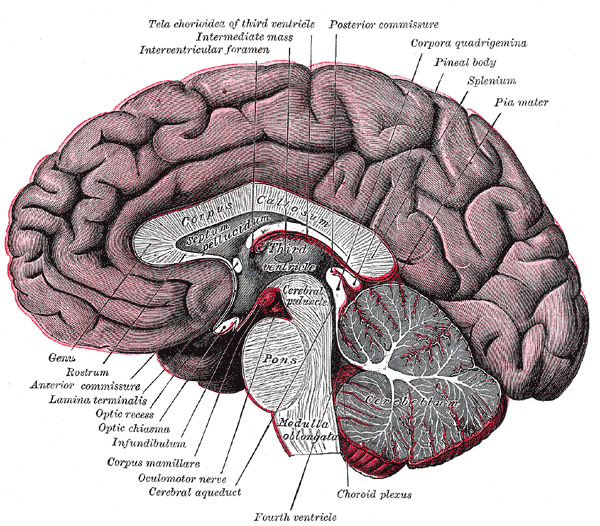
Срединный сагиттальный разрез головного мозга.